# Szkoła Aplikacyjna Oficerów Piechoty
Szkoła Aplikacyjna Oficerów Piechoty – powstała w 1919 w Rembertowie.
Zadaniem Szkoły było zapoznanie oficerów z nowoczesnymi metodami i środkami walki, stosowanymi na froncie zachodnim I wojny światowej. Na kilkumiesięcznych kursach uzupełniali swe wykształcenie oficerowie wytypowani na dowódców kompanii i batalionów. Wykładowcami i instruktorami byli oficerowie francuscy. Szkoła liczyła 60 słuchaczy. W l. 1919 - 1920 wykształciła kilkuset oficerów. Rozwiązana po rozpoczęciu wojny polsko-bolszewickiej.

## Komendant
- Ferdynand Zarzycki (25 IX 1919 – 30 IV 1920 i 1 XII 1920 – VII 1921[1])